# زنان در آفریقای جنوبی
به‌طور کلی، همه گروه‌های نژادی و قومی آفریقای جنوبی اعتقادات دیرینه در مورد نقش‌های جنسیتی دارند و بیشتر مبتنی بر این فرض است که زنان در کشور آفریقای جنوبی از مردان از اهمیت کمتری برخوردار هستند یا لیاقت قدرت ندارند. برخی از سازمانهای اجتماعی سنتی آفریقا دارای محوریت مرد و تسلط مردان هستند. اعتقادات مذهبی آفریقایی‌ها، همچنین تأکید جدی بر این عقیده مبتنی بر کتاب مقدس داردند که سهم زنان در جامعه معمولاً باید توسط مردان تأیید شود یا از طرف آنها باشد. سکسیسم مدرن و مسیحیت توسط اجداد قفقاز آفریقا وارد آفریقای جنوبی شد.